# Slaget vid Cannae (1018)
För andra betydelser, se Slaget vid Cannae.
Det har utkämpats två olika slag vid Cannae. Det mest kända är slaget vid Cannae 216 f.Kr. Denna artikel handlar om slaget ved Cannæ år 1018, där en langobardisk upprorsstyrka ledde ett avgörande nederlag mot en bysantinsk här. Platsen heter idag Canne della Battaglia ("Canne från slaget") och ligger i kommunen Barletta i centrala Apulien.

## Förhistoria
Efter att det ursprungliga langobardiska riket bröt samman år 774, lyckades langobarderna behålla en del furstendömen i Syditalien, där de langobardiska bosättarna de följande århundradena tvingades kämpa om landområdena mot araberna och det bysantinska rket. Bysantinerna övertog Apulien och Kalabrien, och bland de lombardiska borgarna i det ockuperade området utbröt många olika slags uppror, stödda av de lombardiska furstarna.

## 1017 års uppror
År 1017 kom nästa uppror, lett av Melus av Bari, som redan år 1009 hade stått i spetsen för ett misslyckat uppror. År 1017 gjorde han ett nytt försök, och denna gång hade han förberett sig bättre: För det första fick han hjälp av fursten Guaimar IV av Salerno, och för det andra hade han redan år 1016 sålt idén till några normandiska pilgrimer, som var på genomresa. Normanderna fick löfte om stort byte, och då de vände tillbaka tillsammans med andra intresserade år 1017, gick upproret i gång. Upprorsarmén slog den bysantinske guvernören (catapan) Contoleo Tornicius, och hotade de bysantinska städerna. Den bysantinska kejsaren Basilios den andre var emellertid en handlingskraftig regent. Han utrustade en här med elitenheter från Väringagardet, samt det nödvändiga kavalleriet och infanteriet, under ledning av en ny catapan, Basil Boioannes.

## Slaget
Hären landsteg i Bari i december 1017, och det följande året mötte den upprorsmakarna vid Cannæ. Trots de normandiska riddarnas tapperhet hade upprorsmakarna inga som helst chanser mot de vältränade och talmässigt överlägsna bysantinska styrkorna. Upprorsarmén blev på det nästintill utplånad, och de samtidiga källorna berättar att bara 10 normandiska riddare överlevde slaget. Melus flydde till Tyskland och normandernas ledare Gilbert Buatère var bland de fallna.

## Efter slaget
Efter slaget bröt upproret samman, och under Basil Boioannes ledning försatte bysantinerna med att utbygga deras makt i Syditalien. Boioannes var genom att förbereda en invasion av det arabiskockuperade Sicilien, efter att kejsare Basilios den andre dog år 1025, och en svag kejsare blev hans efterträdare på tronen i Konstantinopel. Lombardernas makt var fortfarande på retur, men normanderna hade kommit till Italien för att stanna kvar, och de lämnade det ett par årtionden senare i samband med det bysantinska styret i Syditalien.